# Polugrm
Polugrm (ili podgrm; latinski suffrutex), je mali grm ili trajnica koja je uglavnom zeljasta, ali malo drvenasta u osnovi (npr. vrtna ružičasta i cvjećarska krizantema). Termin se često zamjenjuje s "grm".
Budući da su kriteriji stvar stupnja (obično visine), a ne vrste, definicija polugrma se ne razlikuje oštro od definicije grma; primjeri razloga za opisivanje biljaka kao grmova uključuju stabljike koje leže uz tlo ili nizak rast. polugrmovi mogu biti uglavnom zeljasti, iako se još uvijek klasificiraju kao drvenasti, s prezimljavajućim višegodišnjim drvenastim rastom koji raste mnogo niže od listopadnog ljetnog rasta. Neke biljke opisane kao polugrmovi samo su slabo drvenaste, a neke traju samo nekoliko godina. Drugi, kao što je Oldenburgia paradoxa, žive neograničeno dugo (iako su još uvijek osjetljivi na vanjske utjecaje), ukorijenjeni u stjenovitim pukotinama.
Mali, niski grmovi poput lavande, zimzelena i majčine dušice te mnogi grmoliki članovi porodice Ericaceae, poput brusnica i malih vrsta Erica, često se klasificiraju kao polugrmovi.

## Definicija
Hamefiti, polugrm ili patuljasti grm je biljka koja nosi hibernirajuće pupoljke na izdancima blizu tla – obično drvenaste biljke s trajnim pupoljcima koji se nalaze blizu tla, obično manje od 25 centimetara (9,8 in) iznad površine tla. Značaj blizine tla je u tome što pupoljci ostaju unutar površinskog sloja tla i time su donekle zaštićeni od raznih nepovoljnih vanjskih utjecaja.